# Куркак (гора)
Куркак (баш. Көркәк) — гора на Южном Урале, относится к хребту Куркак. Находится на территории Абзелиловского района Башкортостана в 22 км от города Белорецка. Рядом находятся село Абзаково и в 4 километрах — деревня Муракаево. Гора сложена девонскими вулканогенными образованиями.

## Охранный статус
С 1997 года имеет статус ботанического памятника природы, объектами охраны являются живописные скалистые останцы, лесостепные ландшафты и редкие растения. Площадь территории памятника природы — 515,1 га. Главная вершина хребта Куркак и прилегающий к ней участок — типичные слабо нарушенные горные лесостепные ландшафты восточного склона Южного Урала. Вершина и отходящие от неё гребни увенчаны живописными скалистыми останцами. На южных склонах преимущественно каменистые степи, на северных — берёзовые и светлохвойные леса из сосны и лиственницы. Различные варианты степей можно считать эталонными. Флора богата редкими видами растений (ковыль перистый, лук косой, лук поникающий, венерин башмачок настоящий, венерин башмачок пятнистый, ятрышник обожженный, минуарция Гельма, гвоздика иглолистная, Шиверекия подольская, лапчатка песчаная, флокс сибирский и другие).

## Этимология

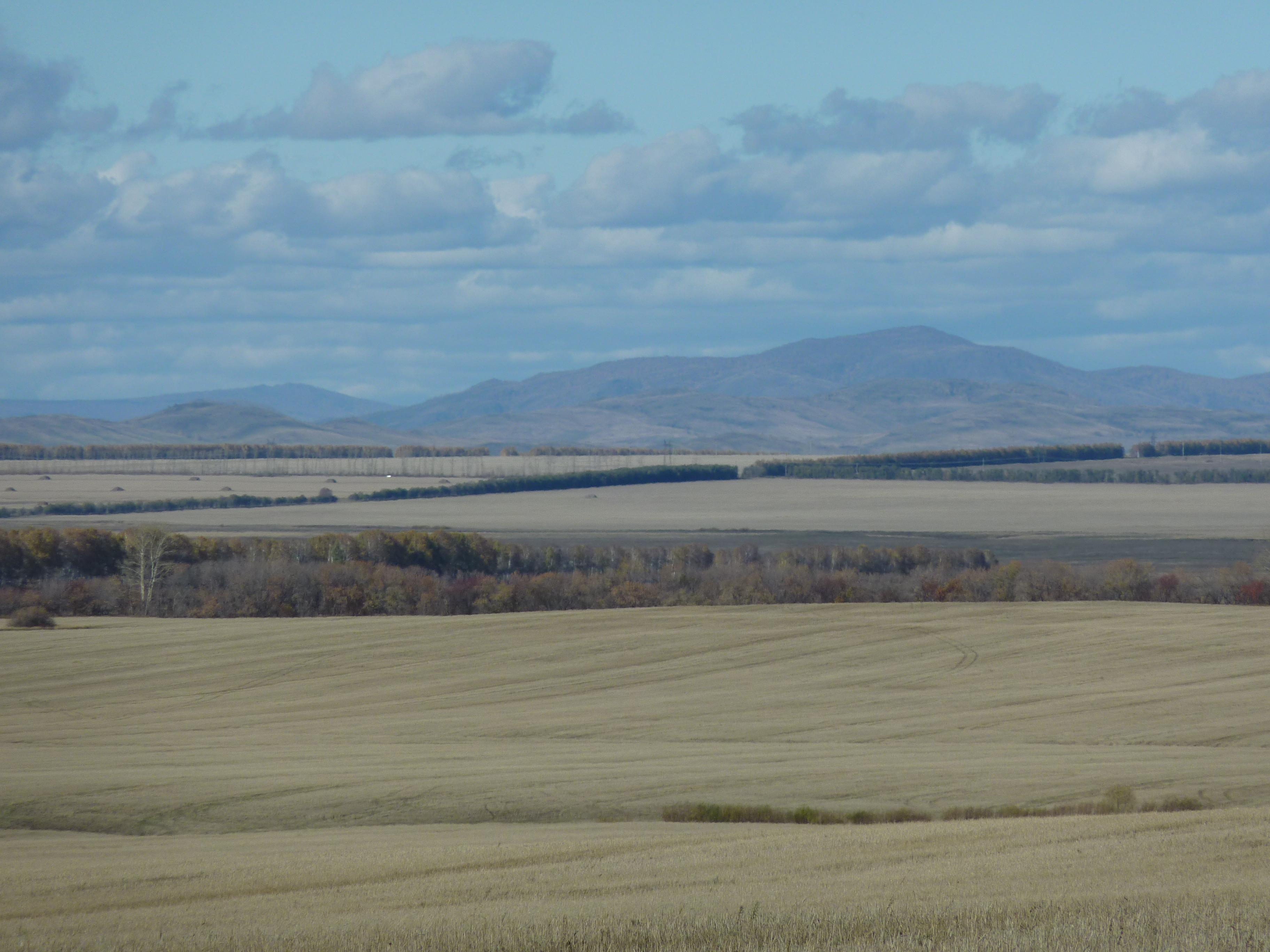

Название, по всей видимости, произошло от устаревшего башкирского слова көркә — землянка.